# JNBY
「JNBY」（ジェイエヌビーワイ）は中国を拠点とするデザイナー集団が手がけるファッションブランド。 “JUST NATURALLY BE YOURSELF（ただ、あなたらしくあるだけ）” というコンセプトのもとに、時代の空気を纏った幅広いクリエイションを創り出す。構築的なパターンが生み出す独特のシルエットや、アーティスティックで大胆なプリントが特徴。また、多様な女性像を彷彿とさせる個性豊かなスタイリングを演出している。

## 出展
1.東京のストリートを代表する総勢10名のモデル達による JNBY(ジェイエヌビーワイ) のアイテムを使ったスタイルをDroptokyoがピックアップ！